# Simulium roraimense
Simulium roraimense är en tvåvingeart som beskrevs av Nunes de Mello 1974. Simulium roraimense ingår i släktet Simulium och familjen knott. Inga underarter finns listade i Catalogue of Life.